# Udini
Udini (Udi; ruski Удины), neveliki kavkaski narod lezginske skupine nastanjen poglavito u Azerbajdžanu u selima Niž (Nij), Qabala i Mirzabeyl uz rijeku Turianchai, te nadalje nešto u Rusiji, Gruziji, Turkmenistanu i Kazahstanu. Sami sebe nazivaju Udi ili Uti (уди, ути), a znanstvenici ih smatraju potomcima kavkaskih Albanaca. 
Udini se bave zemljodjelstvom (hortikultura) i stočarstvom. Populacija im iznosi 7,971 (1989). Vjera je kršćanska (ortodoksna i gruzijska). 

## Vanjske poveznice
- Udi Language